# Hans-Jürgen Derda
Hans-Jürgen Derda (* 5. Juni 1955 in Duisburg) ist ein deutscher Historiker.

## Werdegang
Nach dem Abitur am Abendgymnasium Hannover studierte Hans-Jürgen Derda Geschichte, Germanistik und Philosophie an den Universitäten Hannover und Köln. Das Studium schloss er 1986 mit dem Magister Artium ab. An der Universität Hannover promovierte er 1990 bei Otto Gerhard Oexle mit der Arbeit zum Thema Vita communis. Studien zur Geschichte einer Lebensform in Mittelalter und Neuzeit. 1989 wurde Derda Volontär am Braunschweigischen Landesmuseum. Als wissenschaftlicher Angestellter übernahm er 1991 die Leitung der Abteilungen Mittelalter, Frühe Neuzeit und Jüdisches Museum. Nach dem Ausscheiden von Gerd Biegel zum 31. Dezember 2008 war er von 2009 bis zum Amtsantritt von Heike Pöppelmann am 1. Oktober 2010 kommissarischer Direktor und war bis zu seinem Ruhestand im April 2021 stellvertretender Direktor. In der Zeit zwischen 1992 und 2010 übernahm er diverse Lehraufträge an den Universitäten Hannover, Braunschweig und Kassel. 
Hans-Jürgen Derda war an mehreren großen Ausstellungen beteiligt, unter anderem war er ab 1991 wissenschaftlicher Projektleiter der Sonderausstellung „Das Alter in Kunst und Kultur. Geschichte des Alters in ihren Zeugnissen von der Antike bis zur Gegenwart“ in Zusammenarbeit mit dem Herzog Anton Ulrich-Museum. Er arbeitete mit an den Landesausstellungen „Heinrich der Löwe und seine Zeit. Herrschaft und Repräsentation der Welfen 1125–1235“ – Nachleben (1995) und „Troja – Traum und Wirklichkeit“ (2001) – ein Gemeinschaftsprojekt des Archäologischen Landesmuseums Baden-Württemberg, des Instituts für Ur- und Frühgeschichte und Archäologie der Universität Tübingen, des Braunschweigischen Landesmuseums und des Herzog-Anton-Ulrich-Museums. Für die Niedersächsische Landesausstellung „Otto IV. – Traum vom welfischen Kaisertum“ (2009) war Derda als kommissarischer Direktor verantwortlich. Diese Ausstellung zählte 2009 mit ca. 55.000 Besuchern zu den am besten besuchten Ausstellungen in Niedersachsen.
Derda ist verheiratet mit der Kulturjournalistin und Rundfunk-Autorin Karin Dzionara, lebt in Hildesheim und hat einen Sohn.

## Schriften (Auswahl)
- Vita communis. Studien zur Geschichte einer Lebensform in Mittelalter und Neuzeit. Böhlau: Köln 1992, ISBN 3-412-00292-5.
- mit Gerd Biegel, Peter Bessin: Blutige Weichenstellung. Massenschlacht und Machtkalkül bei Sievershausen 1553. Braunschweigisches Landesmuseum, Braunschweig 2003, ISBN 3-927-93966-8.
- Hornburg. In: Herbert Obenaus (Hrsg. in Zusammenarbeit mit David Bankier und Daniel Fraenkel): Historisches Handbuch der jüdischen Gemeinden in Niedersachsen und Bremen. Band 1 und 2, Göttingen 2005, ISBN 3-89244-753-5.
- mit Bernd Ulrich Hucker, Stefanie Hahn, Andreas W. Vetter, Braunschweigisches Landesmuseum (Hrsg.): Otto IV. Traum vom welfischen Kaisertum. Imhof: Petersberg 2009, ISBN 978-3-865-68500-1. (Begleitbuch zur Ausstellung).
- mit Meike Buck, Heike Pöppelmann, Braunschweigisches Landesmuseum (Hrsg.): Tatort Geschichte. 120 Jahre Spurensuche im Braunschweigischen Landesmuseum. Michael Imhof Verlag: Petersberg 2011, ISBN 3-865-68688-5.
- Gottschalk Kruse: Mönch und Reformator. Das Kloster Sankt Aegidien – ein Ort des Aufbruchs, in: Ausstellungskatalog Im Aufbruch. Reformation 1517 - 1617. Hgg. von Heike Pöppelmann und Dieter Rammler – Braunschweigisches Landesmuseum und Evangelische Akademie Abt Jerusalem (= Veröffentlichungen des Braunschweigischen Landesmuseums 117). Sandstein-Verlag: Dresden 2017 (ISBN 978-3-95498-290-5), S. 412–415.
- mit Heike Pöppelmann, Braunschweigisches Landesmuseum (Hrsg.): Geschichte – Museum – Religionen. Forschungen und Berichte des Braunschweigischen Landesmuseums – Neue Folge – Band 2, Verlag Uwe Krebs: Braunschweig 2018 (ISBN 978-3-932030-81-9).
- "Mit offenem Sinn für wahre Kunst". Zur Geschichte des Evangelischen Vereinshauses, in: Hans-Jürgen Derda und Heike Pöppelmann, Braunschweigisches Landesmuseum (Hrsg.): Geschichte – Museum – Religionen. Forschungen und Berichte des Braunschweigischen Landesmuseums – Neue Folge – Band 2, Verlag Uwe Krebs: Braunschweig 2018, (ISBN 978-3-932030-81-9), S. 33–39.
- mit Imke Heidemann: Kelch, Kreuz, Kerze. Was stellen wir in unserer interkonfessionellen Ausstellung aus? In: Religion. Ökumene – wie verschieden sind wir? Themen – Unterrichtsideen – Materialien, 5 bis 10 Klasse. Friedrich-Verlag GmbH: 32/2018, S. 18–21.

Rezensionen
- Rezension zu Christian Hoffarth: Urkirche als Utopie. Die Idee der Gütergemeinschaft im späteren Mittelalter von Olivi bis Wyclif. Stuttgart 2016, in: H-Soz-Kult, 17. Januar 2018, .
- Rezension zu Berndt Strobach: Der Hofjude Berend Lehmann (1661–1730). Eine Biographie, in: Braunschweigisches Jahrbuch für Landesgeschichte, Band 100, Braunschweig 2019. S. 240–243.